# جون براون (لاعب كرة سلة)
جون براون (28 يناير 1992 بجاكسونفيل في الولايات المتحدة - ) (بالإنجليزية: John Brown)‏ هو لاعب كرة سلة أمريكي في مركز الوسط. لعب مع هاي بوينت بانثرز ‏.

## وصلات خارجية
- جون براون (لاعب كرة سلة) على موقع كرة السلة الأوروبية.كوم (الإنجليزية)
- جون براون (لاعب كرة سلة) على موقع كلية كرة السلة في سبورتس رفرنس.كوم (الإنجليزية)
- جون براون (لاعب كرة سلة) على موقع ريلجم (الإنجليزية)
- جون براون (لاعب كرة سلة) على موقع بروبوليرز (الإنجليزية)
- جون براون (لاعب كرة سلة) على موقع سبورتس رفرنس (الإنجليزية)